# Kraaseli (ö i Finland, Norra Österbotten, lat 65,10, long 25,33)
Kraaseli med Hermanninmatala är en ö i Finland. Den ligger i Bottenviken och i kommunen Uleåborg i landskapet Norra Österbotten, i den norra delen av landet. Ön ligger nära Uleåborg och omkring 540 kilometer norr om Helsingfors.
Öns area är 4,92 kvadratkilometer och dess största längd är 3,7 kilometer i sydöst-nordvästlig riktning.

## Sammansmälta delöar
- Kraaseli 65°05′23″N 25°19′13″Ö / 65.0898°N 25.32018°Ö
- Hermanninmatala 65°04′28″N 25°20′03″Ö / 65.0745°N 25.33415°Ö

## Klimat
Inlandsklimat råder i trakten. Årsmedeltemperaturen i trakten är 1 °C. Den varmaste månaden är augusti, då medeltemperaturen är 14 °C, och den kallaste är januari, med −16 °C.